# Isabelle Ebanda
 (novembre 2016).
Si vous disposez d'ouvrages ou d'articles de référence ou si vous connaissez des sites web de qualité traitant du thème abordé ici, merci de compléter l'article en donnant les références utiles à sa vérifiabilité et en les liant à la section « Notes et références ».
Isabelle Ebanda Massoma, née le 23 février 1936 à Douala, est une femme politique camerounaise, députée à l'Assemblée nationale du Cameroun de 1970 à 1988. Elle fut la première femme députée de la région du Littoral.

## Biographie

### Éducation et formation
Née à Douala en 1936, Isabelle Ebanda Née Massoma a grandi au Cameroun où elle suit une formation d'institutrice avant de se lancer en politique à la veille de l'indépendance.[réf. nécessaire]
Au terme de son cycle primaire, elle entre à l'École normale d'institutrice adjointe d'Ebolowa où elle obtient un diplôme de moniteur d'enseignement général. Elle rejoint ensuite le lycée Général-Leclerc où elle obtient son brevet d'études du premier cycle en 1957. Elle démarre ensuite sa carrière d'institutrice en 1958 à l'école publique de Mbanga, puis au lycée des jeunes filles de New-Bell à Douala en 1970.

### Carrière politique

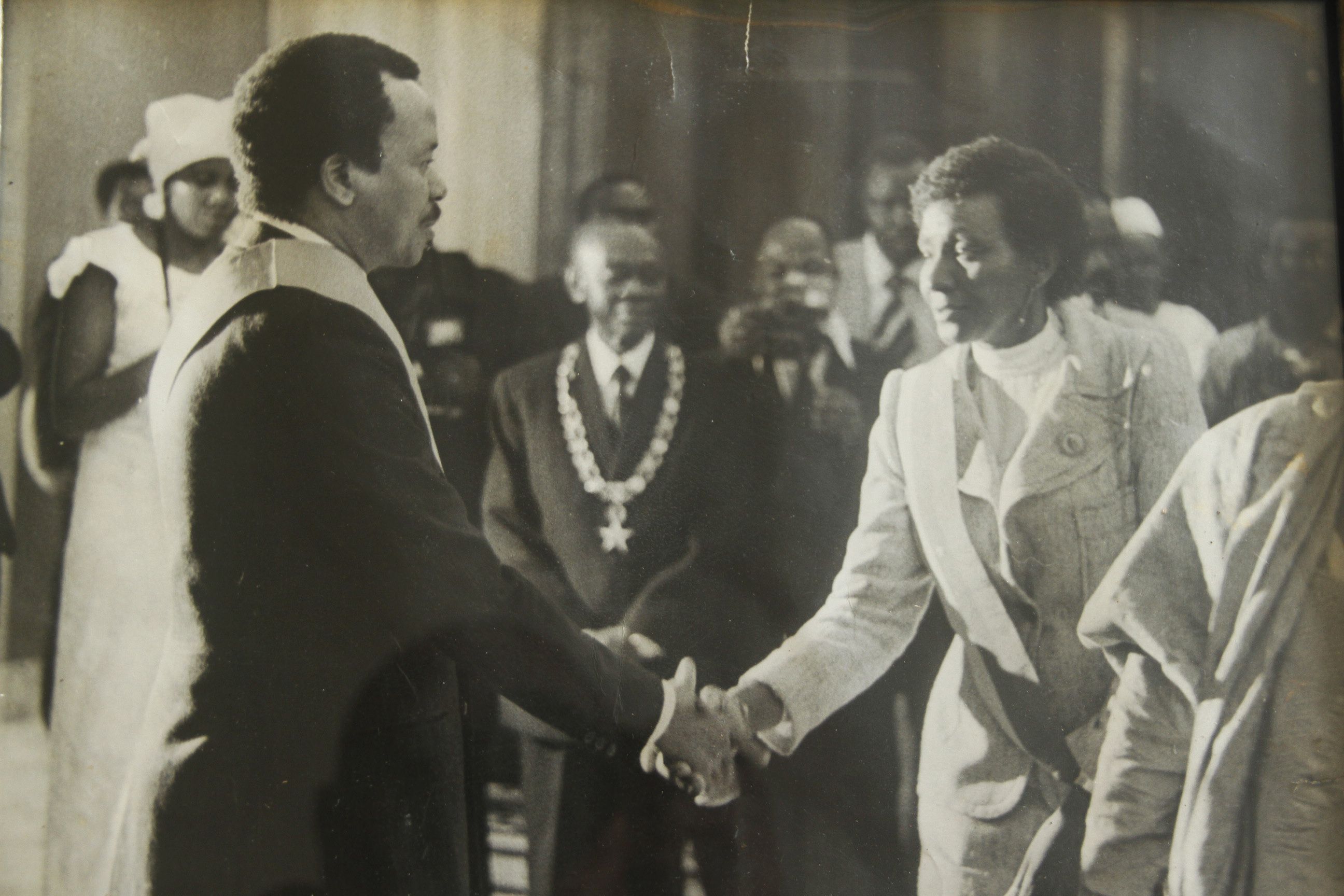
Isabelle Ebanda et Paul Biya - Présentation des vœux au président Paul Biya en 1982.

Isabelle Ebanda adhère à l'Union camerounaise (U.C) parti au pouvoir en 1959. elle occupe le poste de déléguée à la propagande au bureau départemental de l'U.C. du Wouri.
À la création de l'UNC (parti unique) en 1966, elle devient présidente départementale de l'Organisation des femmes de l'UNC (OFNUC).[réf. nécessaire]
Elle est députée à l'Assemblée nationale pour le Wouri de 1970 à 1988 et de 1974 à 1988, elle est membre de commissions parlementaires (finance- lois constitutionnelles - éducation et affaires sociales). Elle est la toute première femme députée dans la province du Littoral.[réf. nécessaire] Elle quitte la politique en 1988 pour entrer dans la diplomatie. Elle occupe le poste d'agent à la division Europe-Amérique-Océanie au ministère des Relations extérieures avant d'être nommée chef de service de l'Europe du centre et de l'Est.[réf. nécessaire]
En 2002, elle est nommée présidente de l'Observatoire national des élections (ONEL) dans l'arrondissement de Douala 5, puis membre du bureau départemental de l'ONEL dans le Wouri en 2004.

## Prix et distinctions
En 2000, elle est consacrée Oscar des mérites pour actes nobles en faveur de la préservation de la paix et de la concorde au Cameroun.[réf. nécessaire]